# Broken Arrow (Oklahoma)
Broken Arrow ist eine Stadt im US-Bundesstaat Oklahoma. Sie ist der größte Vorort von Tulsa. Das U.S. Census Bureau hat bei der Volkszählung 2020 eine Einwohnerzahl von 113.540 ermittelt.

## Geschichte
Der Name stammt von den Muskogee-Indianern, welche die Stadt gegründet haben. Dies geschah, als sie bei der Suche nach geeigneten Ästen für ihre Pfeile waren. Sie hatten die Äste abgebrochen anstatt sie abzuschneiden, deshalb der Name Broken Arrow = (Ab)Gebrochener Pfeil. Der indianische Name lautet „Thlikachka“.
Broken Arrow war 1931 die erste Stadt in Oklahoma und die sechste in den USA, die eine Frau, Phenie Lou Ownby, als Bürgermeisterin wählte.

## Sicherheit
Broken Arrow wurde 2004 und 2005 zur "Safest City In Oklahoma" (sichersten Stadt Oklahomas) gekürt. National ist sie auf Platz 46, was die Sicherheit bei den Städten (mit über 75.000 Einwohnern) anbelangt.
In der Kriminalitätsstatistik 2006 landete Broken Arrow national auf Platz 20.

## Auszeichnungen
- 2006 wurde Broken Arrow von CNN Money zum 66. besten Ort der USA zum Leben gekürt.[6]
- Die Polizei von Broken Arrow hat schon diverse Auszeichnungen für ihre Arbeit erhalten.[7][8]
- 6 Jahre nacheinander erhielt die Stadt nun schon die Auszeichnung „Tree City USA“.[9]

## Persönlichkeiten

### Söhne und Töchter der Stadt
- Ralph Blane (1914–1995), Theater- und Filmkomponist

### Persönlichkeiten mit Bezug zur Stadt
- Raphael Aloysius Lafferty (1914–2002), Science-Fiction- und Fantasy-Schriftsteller; lebte und starb in Broken Arrow
- Kristin Chenoweth (* 1968), Musicaldarstellerin und Schauspielerin; wuchs in Broken Arrow auf